# Trullo
Pour les articles homonymes, voir Trulli (homonymie).

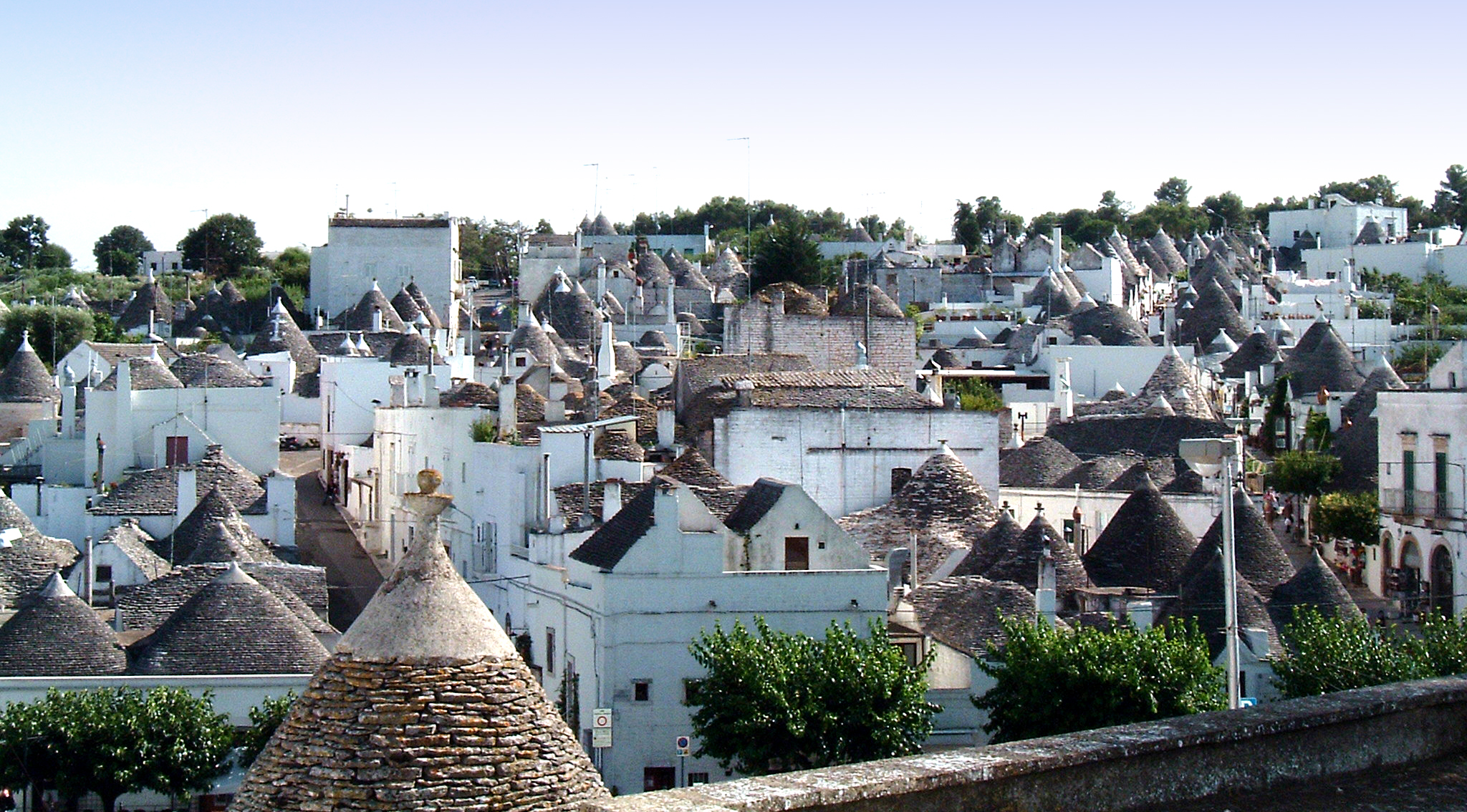
Panorama des toits (toits à trullo mais aussi toits à deux versants) de la ville d'Alberobello, province de Bari, Italie.

Le trullo (au pluriel trulli) représente une forme ancienne de construction rurale et urbaine, en maçonnerie à pierres sèches, de la Murgia dei Trulli (Murgie des trulli), plateau situé entre les villes de Bari, Brindisi et Tarente dans la région des Pouilles en Italie du Sud.
Il s'agit, selon le cas, d'un habitat temporaire ou saisonnier dans les champs ou d'un habitat permanent de petits paysans et d'ouvriers agricoles. On en rencontre des témoins isolés dans la campagne mais aussi de véritables agglomérations comme à Alberobello dans la province de Bari. La zone la plus riche en trulli est la valle d'Itria, entre Alberobello, Locorotondo, Cisternino et Martina Franca.
Leur âge d'or a été le XIXe siècle, qui vit le morcellement des grandes propriétés en petites parcelles louées par bail emphytéotique et, dans ses dernières décennies, l'extension de la viticulture.

## De lacaseddaautrullo
Le terme italien il trullo (du grec τρούλος : coupole) désigne le bâtiment où un voûtement en pierre (voûte encorbellée ou voûte clavée) est employé pour couvrir l'espace intérieur. 
Trullo est la forme italianisée du terme dialectal truddu employé dans une zone bien définie de la péninsule salentine (Lizzano, Maruggio, Avetrana) (et donc en dehors de la Murgia dei trulli), où il désigne spécifiquement la cabane à voûte de pierres sèches. Trullo (pl. trulli) a supplanté le terme dialectal casedda (pl casedde) (en italien casella, pl. caselle) par lequel les autochtones de la Murgia désignaient une habitation faite de plusieurs cabanes à voûte de pierres sèches.
Le maçon-tailleur de pierre spécialisé dans la construction de trulli est dit trullisto ou encore trullaro en italien. Le terme dialectal est caseddaro (pl. caseddari), maçon constructeur de casedde.

## Extension géographique

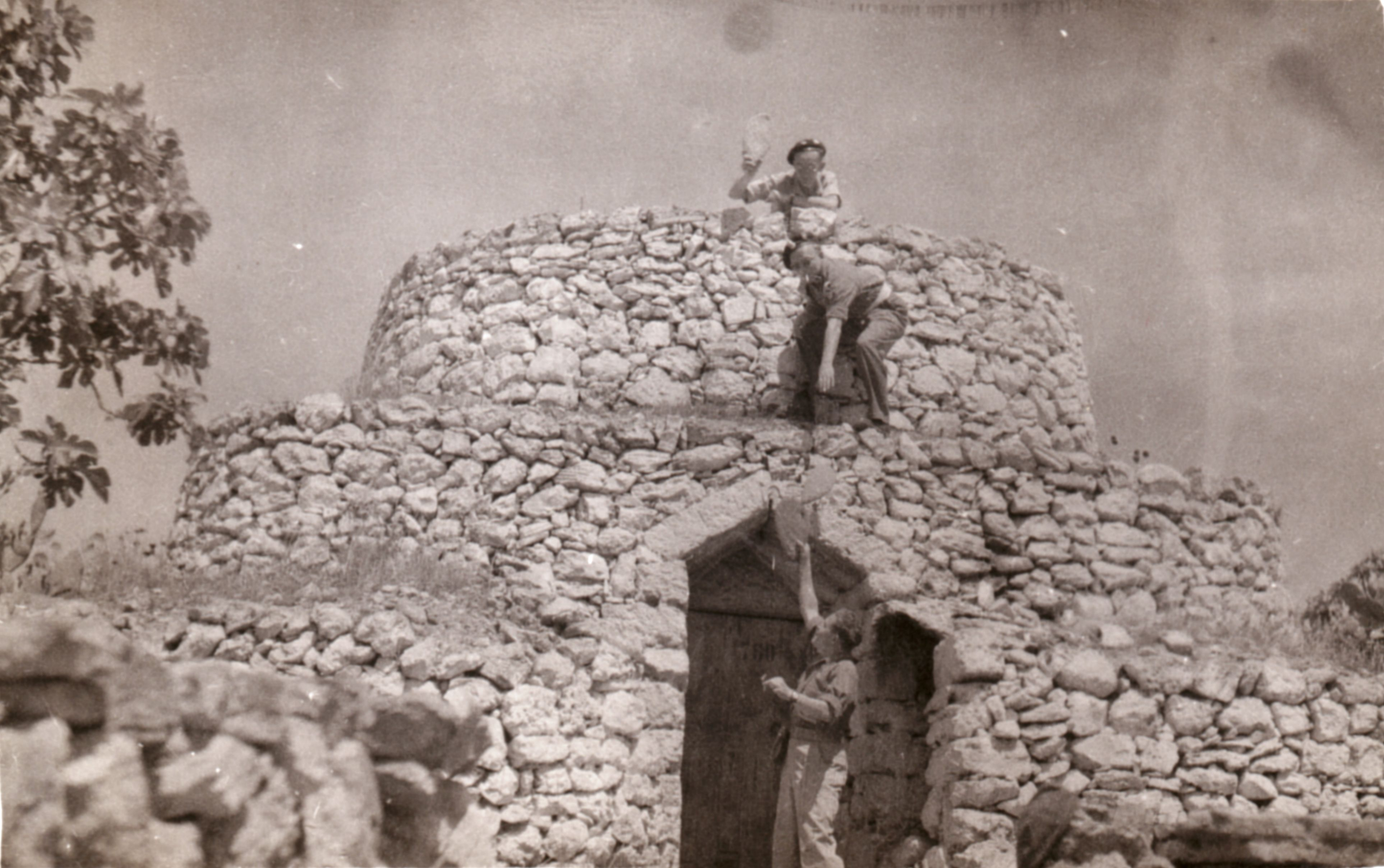
Soldats polonais hissant des cladodes de figuier de Barbarie sur le sommet d'une cabane en pierre sèche à Casarano dans la province de Lecce.

La plupart des trulli se trouvent dans la valle d'Itria, sur un territoire d'environ 1 000 km2 qui coïncide avec la partie méridionale du haut plateau de Murgie et qui comprend les communes d'Alberobello, Cisternino, Locorotondo et Martina Franca. Dans cette plaine maillée par un réseau de murs en pierre sèche (parietoni) délimitant des vignes et des oliveraies ou bordant des chemins vicinaux, les  trulli sont omniprésents dans l'habitat dispersé mais se rencontrent aussi dans les agglomérations (de là vient l'appellation de Murgia dei trulli).
En dehors de la Murgie des trulli, les constructions à trullo se rencontrent dans la péninsule salentine, la plaine côtière autour et au nord de Bari et près de Monte Sant'Angelo dans les monts de Gargano. L'absence de trulli entre ces quatre zones tient à la discontinuité dans la présence de pierres appropriées.
Seuls les trulli de la Murgie des trulli faisaient l'objet d'une occupation permanente. Dans les trois autres zones, leur occupation était temporaire et saisonnière : abris durant la journée aux champs, cabanes occupées à l'époque de la moisson ou de la vendange, remises à outils.

## Contexte géologique
La Murgie est une région karstique, où les eaux pluviales ne restent pas en surface mais s'enfoncent à travers les fissures du substrat calcaire pour suivre un cours souterrain jusqu'à la mer Adriatique. L'eau nécessaire à la vie quotidienne doit être recueillie dans des citernes. Le paysage est vallonné, alternant collines et dolines karstiques à une altitude d'environ 420 m.

## Évolution historique

### L'habitat dispersé

#### Letrullo, un bâtiment rural par définition
Le trullo se trouve principalement en zone rurale. Sa conception en murs épais et, du fait de sa structure, l'impossibilité de construction en étages aboutit à une grande utilisation de surface au sol ce qui est incompatible avec les zones urbaines à forte densité. Dans la campagne, les trulli étaient construits individuellement ou jusqu'à des groupes de cinq voire jusqu'à une douzaine de dômes dans les cas les plus développés sans cependant héberger plus d'une famille.
Les pièces sous trullo sont généralement de taille variable, avec différentes niches et alcôves. Elles peuvent être également jointes les unes aux autres de manière modulable en fonction des besoins. L'avantage principal de ce type de construction est son coût limité par l'usage des matériaux locaux avec toutefois l'inconvénient majeur du fait de sa structure et de ses contraintes de requérir des tonnes de matériau et une importante main-d'œuvre pour leur construction qui, de plus, était particulièrement longue. Les trulli ruraux, sur les terres bon marché, virent une période de déclin lors de l'augmentation du coût prohibitif de la main-d'œuvre au XXe siècle.

#### Locorotondo: lestrulliviticoles
Autour de Locorotondo, dans la province de Bari, l’habitat dispersé à trulli, déjà présent à la fin du siècle précédent, s’est développé dans le courant du XIXe siècle par un mouvement de population de la ville vers la campagne. Au milieu du XIXe siècle, les deux tiers de la population de la commune habitent en milieu rural. Afin de valoriser les terrains non exploités de leurs domaines, les grands propriétaires fonciers, décident de morceler leurs terres en parcelles louées sous le régime des baux emphytéotiques, à charge pour les preneurs de créer des vignes.
Dans le premier quart du XIXe siècle, des villageois partent donc s’installer dans la campagne environnante où ils se construisent des huttes (abituri). Des hameaux (jazzelere), constitués principalement d’habitations à trulli, se forment autour d’une aire commune (jazzile), devenant vers le milieu du siècle de petits villages. Pendant la deuxième moitié du XIXe siècle, cette mutations des terres cultivées en vignobles connaît un développement considérable qui en 1871 comptent pour le quart de la surface communale.
À partir des années 1880, ce phénomène va s'amplifier sous le double effet de la crise européenne du phylloxéra entrainant une augmentation de la demande en vin et de la chutes des cours des céréales. Ainsi dans de nombreuses communes de Murgie va se développer la conversion des terres en vignobles et en conséquence la construction de nouveaux trulli pour héberger la population viticole. Ainsi déjà en 1905 à Locorotondo, la vigne couvre 46,67 % des terres cultivées du futur cadastre de 1929, puis un peu plus de 50 % des terres communales en 1929.

### L'habitat groupé

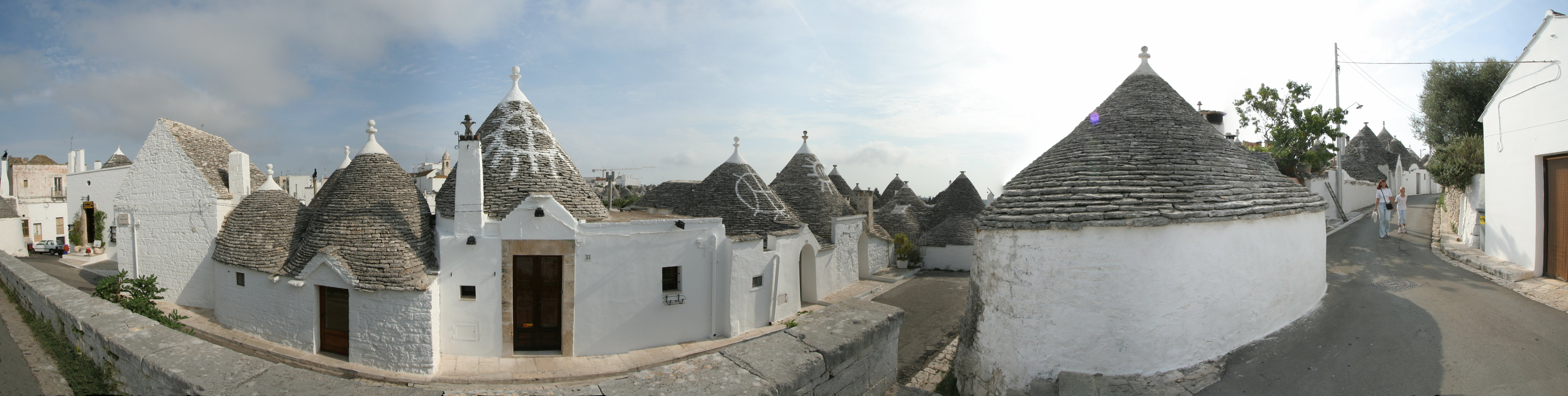
Vue panoramique d'une ruelle d'Alberobello.

#### Alberobello: du défens à l'agglomération
Tous les documents consultés, du milieu du XIVe siècle à la fin du XVIe, mentionnent le site d'Alberobello principalement comme  selva (litt. « forêt ») et dans certains cas comme défens, c'est-à-dire zone où il est défendu de faire paître le bétail. Aucun indice n'existe quant à la présence d'habitations avant le XVIIe siècle. Émile Bertaux, qui se rendit dans les Pouilles à la fin du XIXe siècle, écrit, en 1899, que « les villes de trulli sont de formation récente ». Il signale qu'Alberobello « était encore il y a trois siècles une vaste selva, moitié maquis, moitié forêt d'yeuses et de chênes ». À l'endroit où s'élève aujourd'hui la ville, il n'y avait au commencement du XVIIe siècle qu'une chapelle dans les bois. Le « plan du territoire de Mottola » établi en 1704 par Donato Gallerano, montre clairement différents modes d'occupation humaine sur ce territoire : d'une part des villes comme Putignano ou Noci, situées au sommet des petites collines qui caractérisent le paysage de la Murgie du Sud-est, d'autre part un ensemble de trulli à l'abri d'un grand bois et qui constituent le petit habitat d'Arbore bello. Dans la carte géographique dessinée par Giovanni Antonio Rizzi Zannoni en 1808, apparaît la Selva d'Alberobello et, clairement situé dans une clairière, un habitat de maisons éparses qui présente de nombreuses ressemblances avec l'actuel centre habité.
Dans une photographie du quartier (rione) « Monti » de 1897, les constructions à trulli, loin d'avoir la densité actuelle, sont encore entourées d'enclos cultivés en jardins et on aperçoit encore le cours sinueux de quelques anciennes sentes. Sont également visibles quelques maisons classiques à toiture à deux pans (couvertes en lauzes toutefois) dont la construction récente était ressentie comme une dénaturation par un érudit local de la fin du XIXe siècle.
Les maisons à trulli encore visibles aujourd'hui datent des XVIIIe, XIXe et XXe siècles. Après avoir connu une densification importante dans les premières décennies du XXe siècle, cet habitat a été victime d'un mouvement d'abandon dans la deuxième moitié du XXe.

#### Interprétations d'érudits locaux

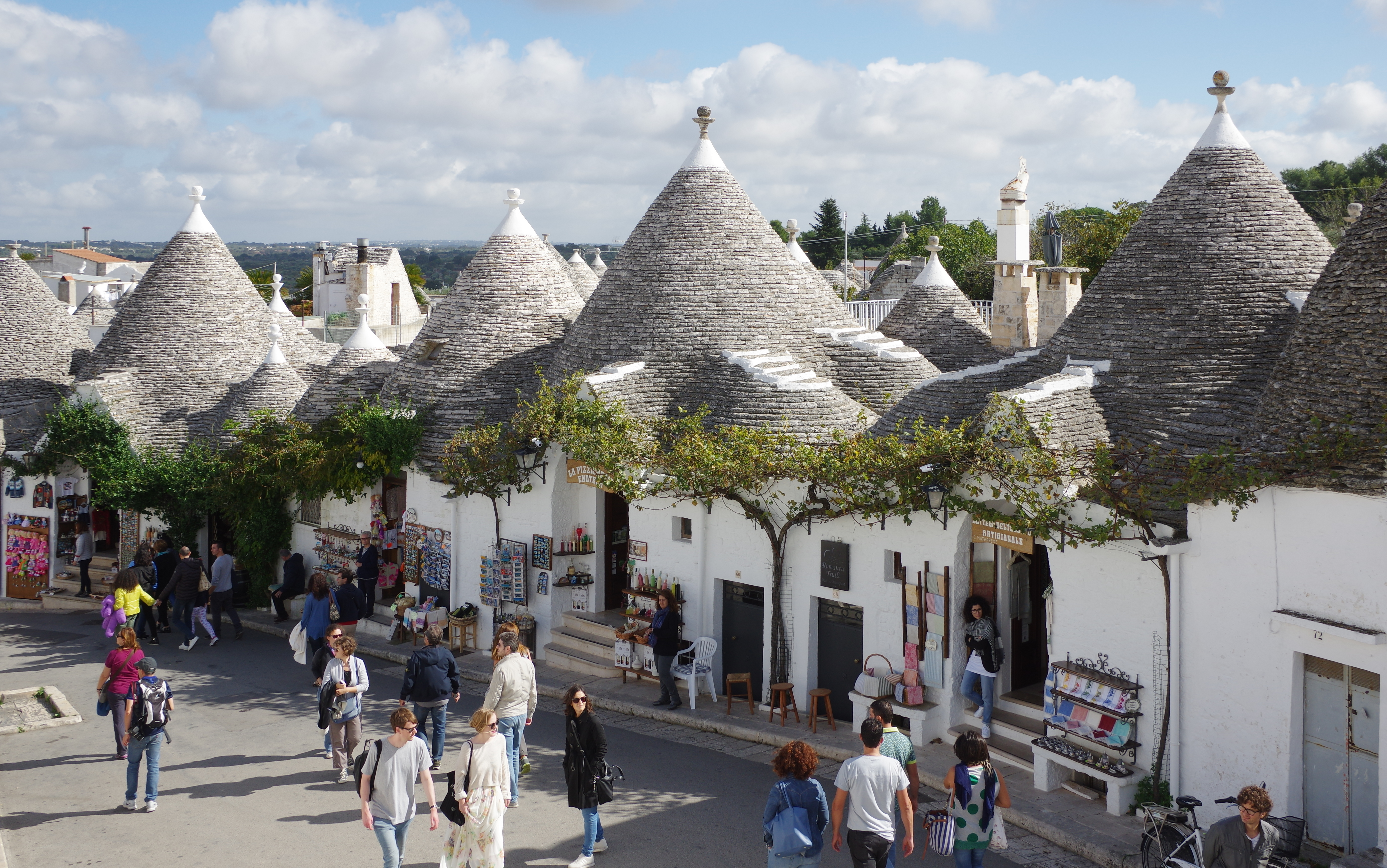
À Alberobello, alignement de trulli à façade sur rue reconvertis dans le tourisme.

Selon certains érudits de la première moitié du XXe siècle, c'est le comte de Conversano, Giangirolamo II Acquaviva d'Aragon, qui fit bâtir en 1635, à côté de cette chapelle, la villa seigneuriale autour de laquelle vinrent peu à peu s'agglutiner des maisons à trulli. Voulant créer un fief indépendant de la Cour de Naples sans l'autorisation au Roi, il concéda à un groupe de colons le droit de cultiver la terre (en zone franche) et de se construire des habitations, à condition que celles-ci soient réalisées sans l’emploi de mortier de chaux pour être démolies facilement puis remontées. Les trulli n’étaient pas recensés comme habitations légales et les paysans qui les habitaient émargeaient comme habitants du village de Noci voisin, garantissant aux feudataires des avantages tributaires et une occupation plus vaste du territoire.
Toujours selon ces érudits, la Selva (en français « selve » ou « sylve ») se libéra en 1779 de la vassalité et se défit de l'obligation de construire uniquement des maisons en forme de trulli. En dehors de la villa seigneuriale, la première maison urbaine à rompre avec la technique de construction à trulli, aurait été la Casa d'Amore, sur la place du Plébiscite, ainsi nommée d'après le nom de son commanditaire, le maire Francesco d'Amore. Il s'agit d'une maison à un étage, à façade en pignon, couverte toutefois d'une bâtière de lauzes sur voûte en berceau. Une inscription donne comme date d'édification 1797.
Ces explications se heurtent toutefois à un constat. Luigi Mongiello, professeur d'architecture à la Faculté d'ingénierie de Bari, fait remarquer que les trulli édifiés au début du XXe siècle, donc bien longtemps après l'édit de Gian Girolamo II  Acquaviva et le décret de Ferdinand IV de Bourbon, sont construits par superposition d'assises de pierres et de lauzes sans aucune trace de mortier (alors que les parements internes sont parfairement enduits). Cela implique que l'absence de mortier dans les structures à trulli est un dogme inhérent à la tradition séculaire des artisans bâtisseurs locaux et, partant, que l'explication de « la démolition instantanée en cas d'inspection » ne tient pas.

## Description

### Matériaux et mode d'emploi

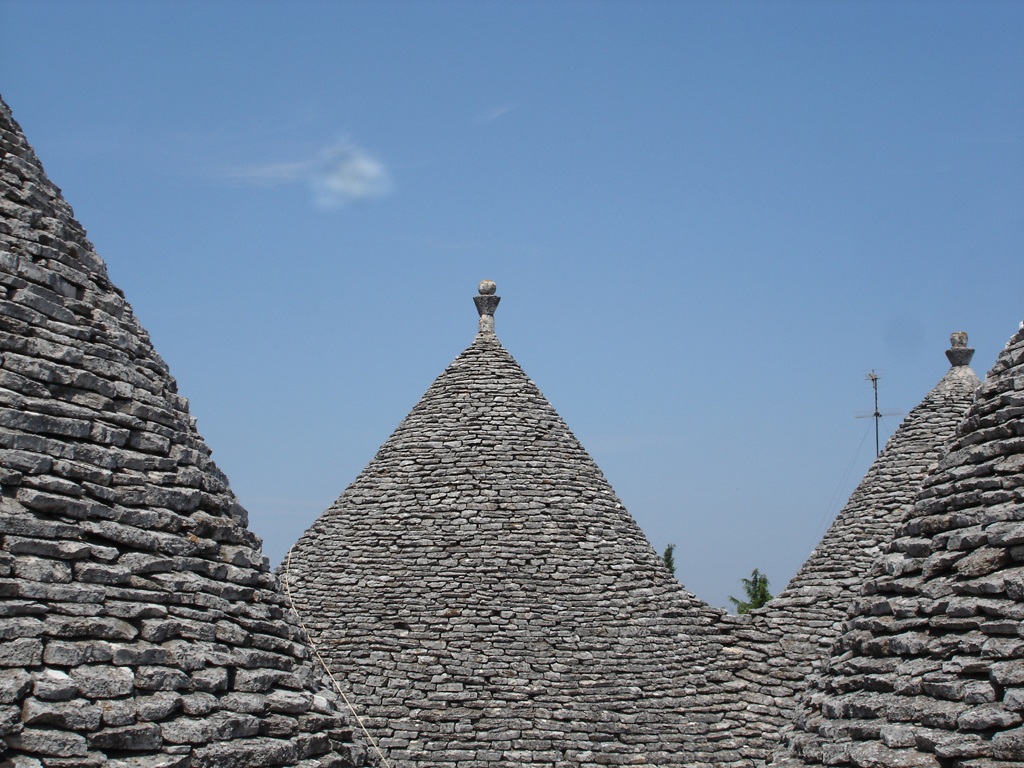
Cônes couverts en lauzes (chiancarelle, ou chiancaredde en dialecte local) à Alberobello.

Selon les zones, le matériau de construction employé pouvait être du calcaire compact ou du tuf blanc. Dans les zones de calcaire compact, les constructeurs trouvaient à fleur de sol soit des lits épais donnant des pierres d'appareil, soit des lits minces donnant des lauzes de couverture (les chiancharelle, ou chiancaredde en dialecte local) comme à Alberobello. Cette stratification des calcaires durs avait l'avantage de rendre superflue la taille des faces de lit. Le creusement préalable d'une citerne (cisterna), indispensable dans cette région sans eau, livrait une première quantité de pierres. Ces matériaux sont employés généralement à sec (sans mortier), sauf pour les claveaux, liés au mortier de chaux, de la voûte en berceau brisé ou en dôme bâtie au-dessus de la citerne (sur laquelle repose dans bien des cas le sol de la maison).

### Murs

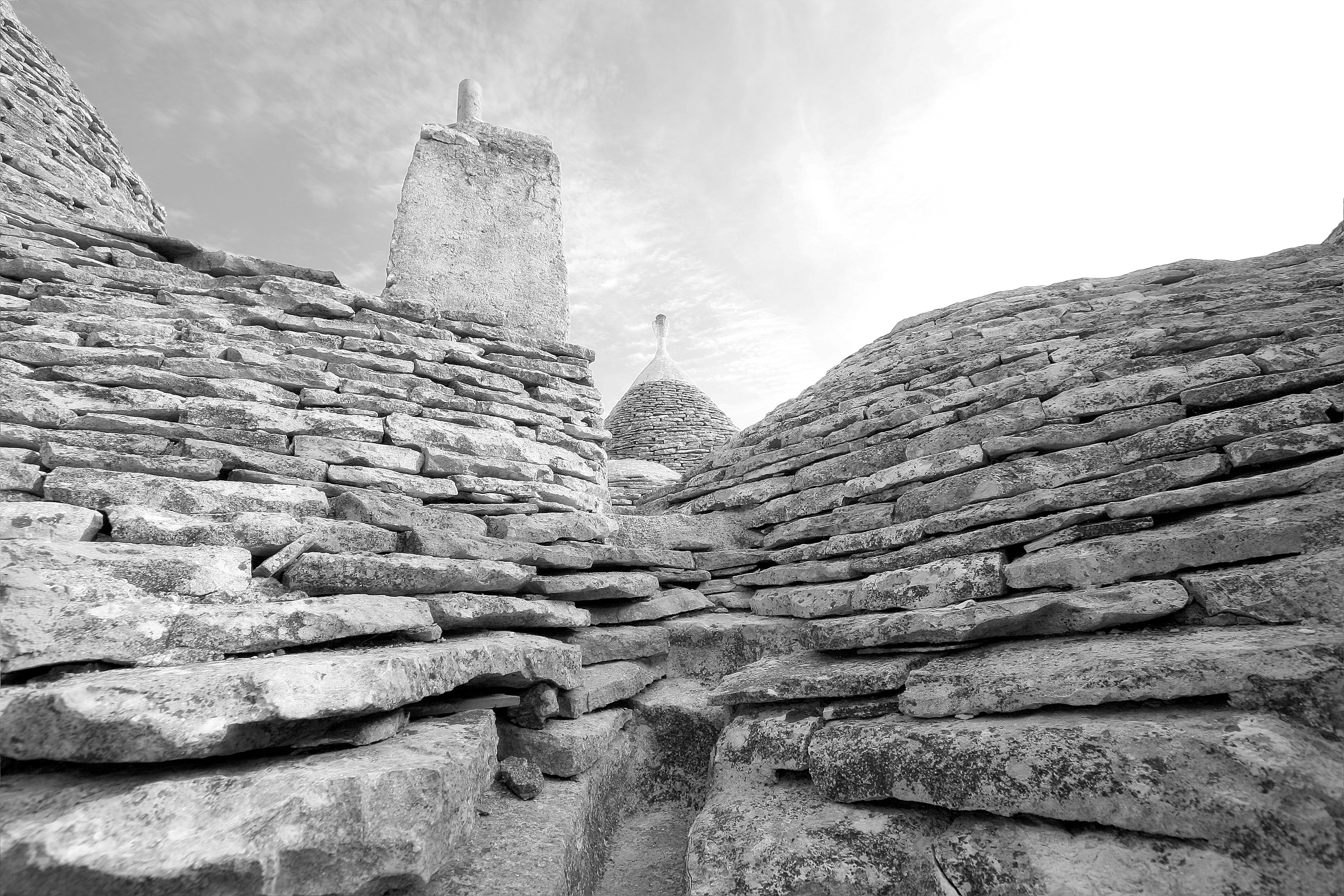
Entre deux toits, chenal pour l'évacuation des eaux de pluie.

Les murs sont montés directement sur la couche rocheuse apparente, après dégagement éventuel de l'humus. L'épaisseur des murs porteurs va de 0,80 m pour les moins épais à 2,70 m pour ceux du Trullo Sovrano. Leur hauteur (jusqu'au départ du voûtement) va de 1,60 m à 2 m. Leur parement extérieur présente un fruit de 3 à 5 %.

### Plans
Il y a le trullo élémentaire, construction de plan circulaire qui servait le plus souvent d'abri temporaire pour le bétail, les fourrages ou le paysan lui-même.
Il y a le trullo de plan carré, soit isolé soit faisant partie d'un groupe de trois, quatre ou cinq trulli, disposés en file ou en tas et formant un ensemble où chaque trullo correspondait à une pièce différente : cuisine, chambre, étable, local pour les denrées ou les outils, four, citerne. Dans ce dernier cas, à une seule pièce à coupole sont venues s'agglutiner, au fil du temps, d'autres pièces à coupole pour former une habitation complexe.
À Alberobello, la norme semble avoir été une ou au maximum deux trulli car dans les documents notariés du XIXe siècle on ne trouve pas de référence à des caselle de plus de deux coupoles.

### Couvrements

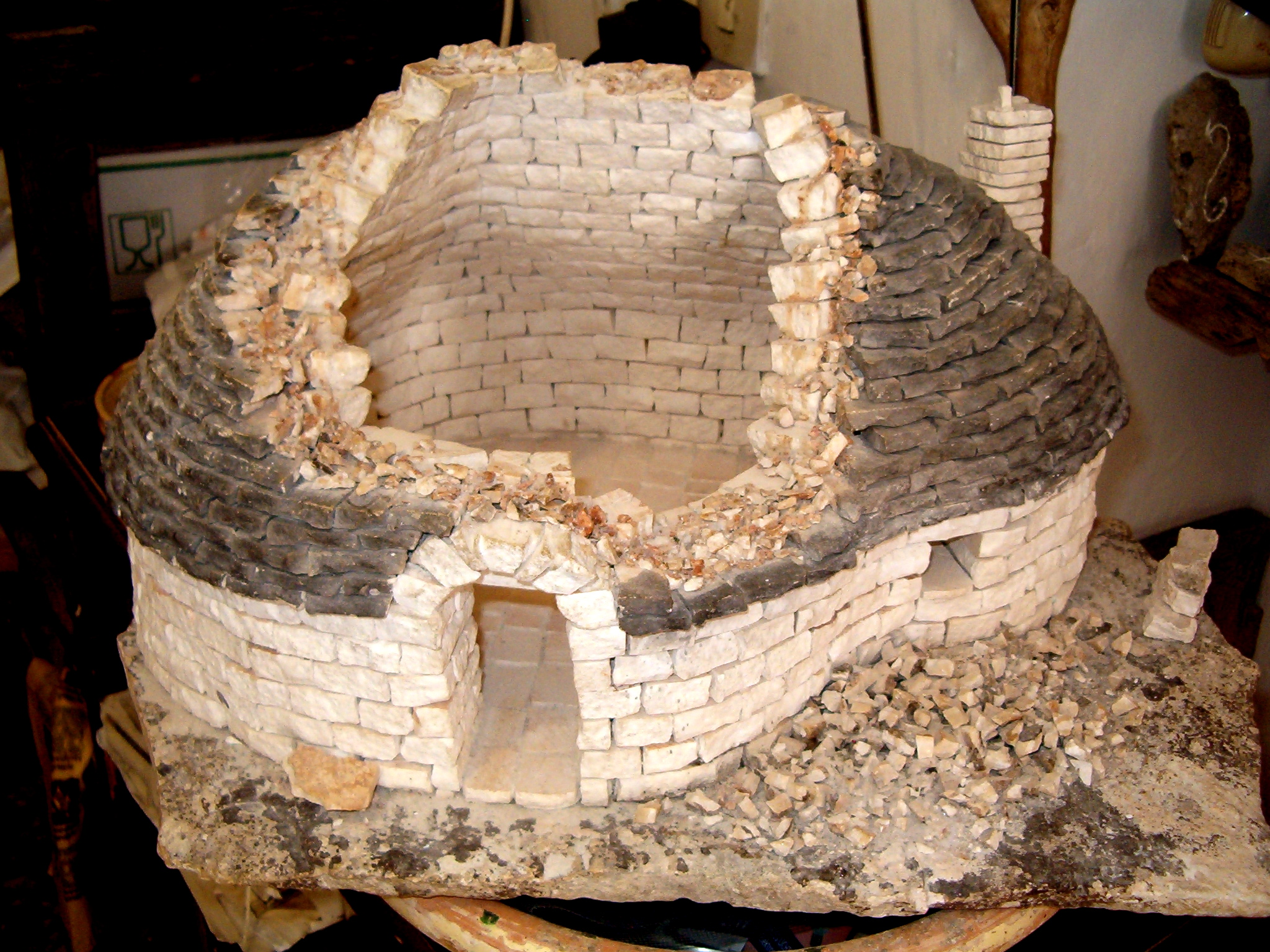
Maquette d'un trullo d'Alberobello : l'espace entre la couverture de lauzes et la voûte clavée de moellons appareillés est rempli de pierraille.

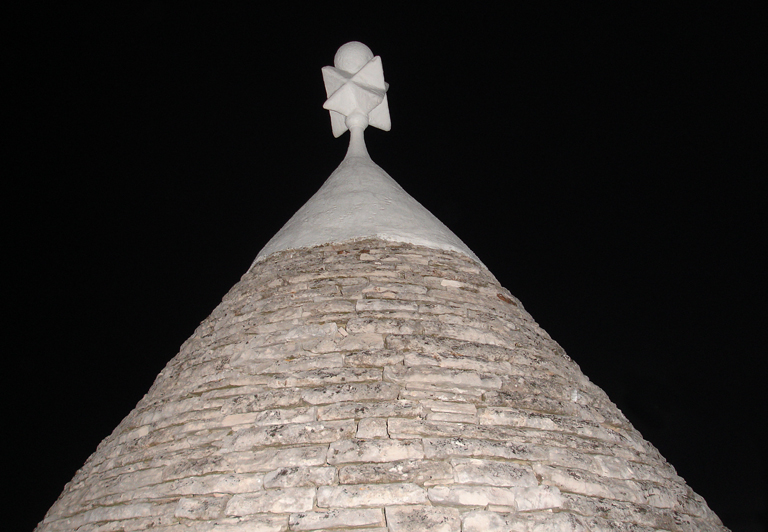
Sur un cône refait en lauzes calibrées, pinacle sculpté en forme de polyèdre surmonté d'une petite boule.

La particularité des trulli réside dans la forme conique des couvrements (toits). Extérieurement, ces cônes sont constitués d'une couverture de lauzes, les chiancarelle, disposées en assises concentriques et légèrement inclinées vers l'extérieur pour empêcher les infiltrations d'eau de pluie. Elles sont posées sur l'extrados d'une voûte en pierres taillées, dites chiance, voûte qui est soit clavée et bloquée au sommet par une pierre, la serraglia (clef de voûte), soit encorbellée et simplement couverte d'une dalle (sans effet de clavage).
Au niveau de la naissance de la voûte se trouvent des poutres en bois ayant servi à porter un échafaudage intérieur au moment de la construction. Ces poutres sont utilisées pour suspendre des outils, de la vaisselle, mais constituent également la base d'un plancher (ou tavolato) servant de grenier (solaio) pour stocker des denrées ou créer un espace habitable interne supplémentaire accessible par une échelle.

### Pinacles
Un pinacle de pierre calcaire ou gréseuse ( pinnacolo) coiffe le cône. Ces pinacles sculptés, qui présentent des formes variées (disque, boule, cône, vasque, polyèdre ou leur combinaison), seraient, selon certaines sources, non pas des symboles héraldiques mais la signature des maçons-tailleurs de pierre qui ont édifié ces bâtiments. Comme fréquemment, ce type d'ornement est également en fonction de son caractère ouvragé ou non un élément indicateur du statut social et de la richesse du propriétaire du lieu. En dehors de ce rôle de marqueur social, le pinacle pèse sur le cône et ce faisant renforce la stabilité des dernières assises.
Certains cônes sont tronqués et terminés par une grande dalle circulaire posée sur un opercule. Un escalier extérieur, ménagé dans les chiancarelle, permet d'y accéder : il s'agit de trulli destinés à conserver le fourrage.

### Baies

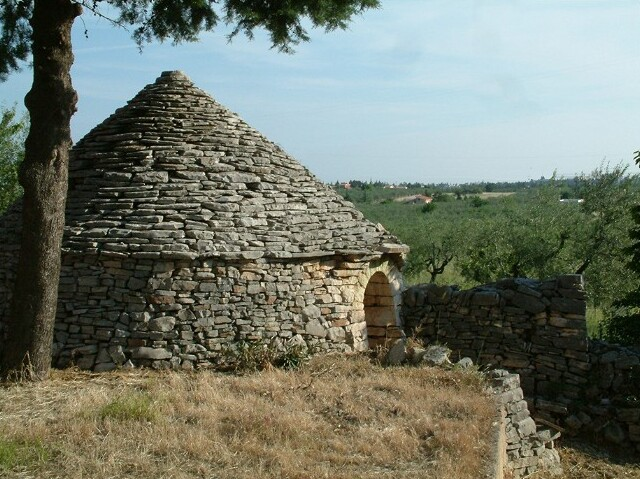
Trullo rural à l'entrée couverte par un arc clavé.

Les baies sont rares en dehors de la porte d'entrée et d'un fenestron réservé dans le cône pour permettre le renouvellement de l'air. De ce fait, l'intérieur des trulli est souvent peu lumineux.
L'embrasure de l'entrée peut receler deux coussièges en pierre.

### Aménagement intérieur
L'eau de pluie était recueillie soigneusement du toit conique de chaque trullo et canalisée vers une citerne creusée sous la maison ou sous la cour attenante.
Les caselle ou trulli d'habitation possèdent une cheminée sous forme de foyer ouvert dont le conduit traverse la coupole et se prolonge par une souche maçonnée coiffée par deux tuiles mécaniques disposées en bâtière ou par une dalle carrée posée sur des billettes. De par sa conception, le trullo est difficile à chauffer : les murs sont trop épais et l'air chaud monte dans les cônes.
Autre solution pour le chauffage : une chaufferette centrale dont les braises réchauffaient la pièce et sur laquelle un cadre en bois permettait de faire sécher quelques vêtements (un spécimen en est conservé au musée du territoire – museol del territorio – à Alberobello).
Durant la période hivernale ces habitations présentent l'inconvénient d'accumuler l'humidité produite par les habitants en raison des faibles ouvertures, obligeant souvent la nécessaire ouverture des portes durant la journée. En conséquence, certaines tâches ménagères se faisaient à l'extérieur, à même la ruelle, ainsi que l'attestent des cartes postales et des photos des années 1950 et 1960 à Alberobello : lessive, étendage du linge, couture, tricotage, écossage des petits pois, etc.
En été, l'épaisseur des murs et la hauteur des voûtes font que l'intérieur reste frais dans la journée, même en période de canicule. Toutefois, le soir, du fait de l'abaissement de la température extérieure, la pierre chauffée toute la journée se met à restituer la chaleur accumulée, si bien qu'on étouffe à l'intérieur du fait du manque de ventilation
Au nombre des aménagements intérieurs, on trouve, outre la cheminée, des niches et des étagères de pierre où mettre des objets domestiques, religieux ou décoratifs. Des alcôves, réservées dans l'épaisseur des murs et protégées par un rideau, servaient de lit aux enfants.
La pièce et la calotte intérieure ainsi que souvent les murs extérieurs sont enduits d'un mortier et blanchis à la chaux d'une part pour empêcher l'air de passer dans la maçonnerie sèche, d'autre part pour favoriser la luminosité de ces habitations sombres.
Les sols sont en dalles calcaires.
Certains trulli possédaient un escalier extérieur permettant d'accéder à la base des toitures (à défaut on se servait d'une échelle en bois) où l'on mettait à sécher des figues, des tomates, des haricots.
Dans les trulli anciennement à usage d'écurie ou d'étable, on peut encore voir les mangeoires réservées aux animaux.

### Façades
Dans certains trulli, le mur de façade a été rehaussé de façon à dissimuler la base des cônes de toiture et donner l'illusion d'une maison classique. Ces façades rectangulaires en trompe-l'œil se rencontrent en particulier dans la zone de Martina Franca, où elles peuvent être associées à des panneaux peints polychromes. Les pignons peuvent faire l'objet du même traitement.

### Symboles peints

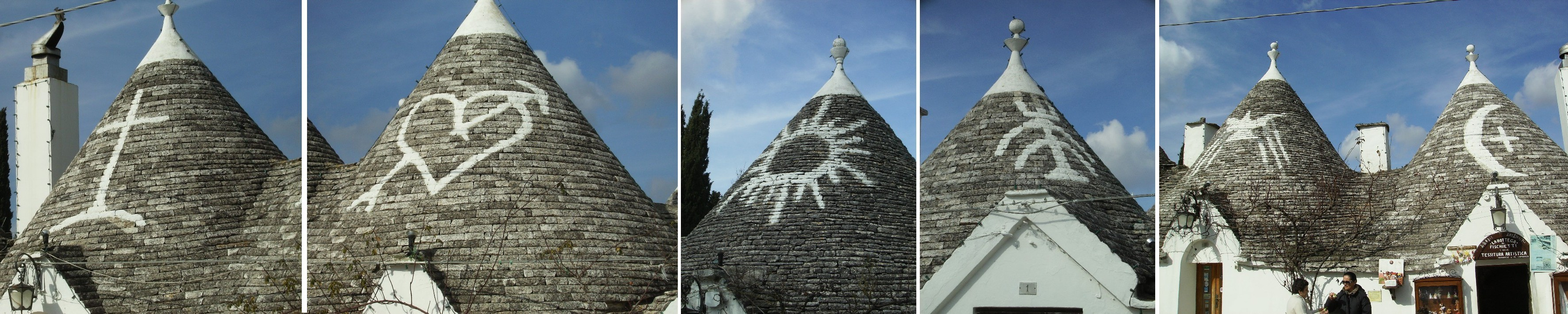
Via Monte Pertica : symboles subactuels badigeonnés sur un alignement de trulli aux cônes récemment refaits : croix; cœur transpercé; ostensoir; croix à l'arbre ; colombe figurant le Saint-Esprit; croissant de lune avec croix.

Des symboles chrétiens sont parfois peints au lait de chaux sur certaines coupoles d'habitations (les trulli à usage d'écurie ou de pailler en sont exempts). Le cône central du Trullo Sovrano à Alberobello se vit ainsi gratifié d'un symbole religieux dans le premier tiers du XXe siècle. L'alignement de trulli de la rue Monte Pertica a acquis ses symboles lors de la réfection des toitures à la fin du XXe siècle et au début du XXIe : croix, cœur transpercé, hostie rayonnante, croix à l'arbre, colombe rayonnante symbolisant le Saint-Esprit, croissant de lune avec croix. Fruits de l'invention et non de la tradition, les symboles profanes visibles sur les cônes à la trullo des bungalows de l'Hotel dei trulli en haut du Rione Monti, sont de la fin des années 1950, date à laquelle cet hôtel fut construit : candélabre à sept branches, prière montant vers Dieu, trident, cartouche surmonté d'une croix et divisé en quatre quartiers abritant les initiales de Santo Cosma et Santo Damiano, les deux saints auxquels est consacrée la basilique locale, cœur coiffé d'une croix et transpercé par une flèche, la pointe vers le bas (censé symboliser Notre Dame des Sept Douleurs, Santa Maria Addolorata en italien).

## Communes àtrullioucaseddede la Valle d'Itria

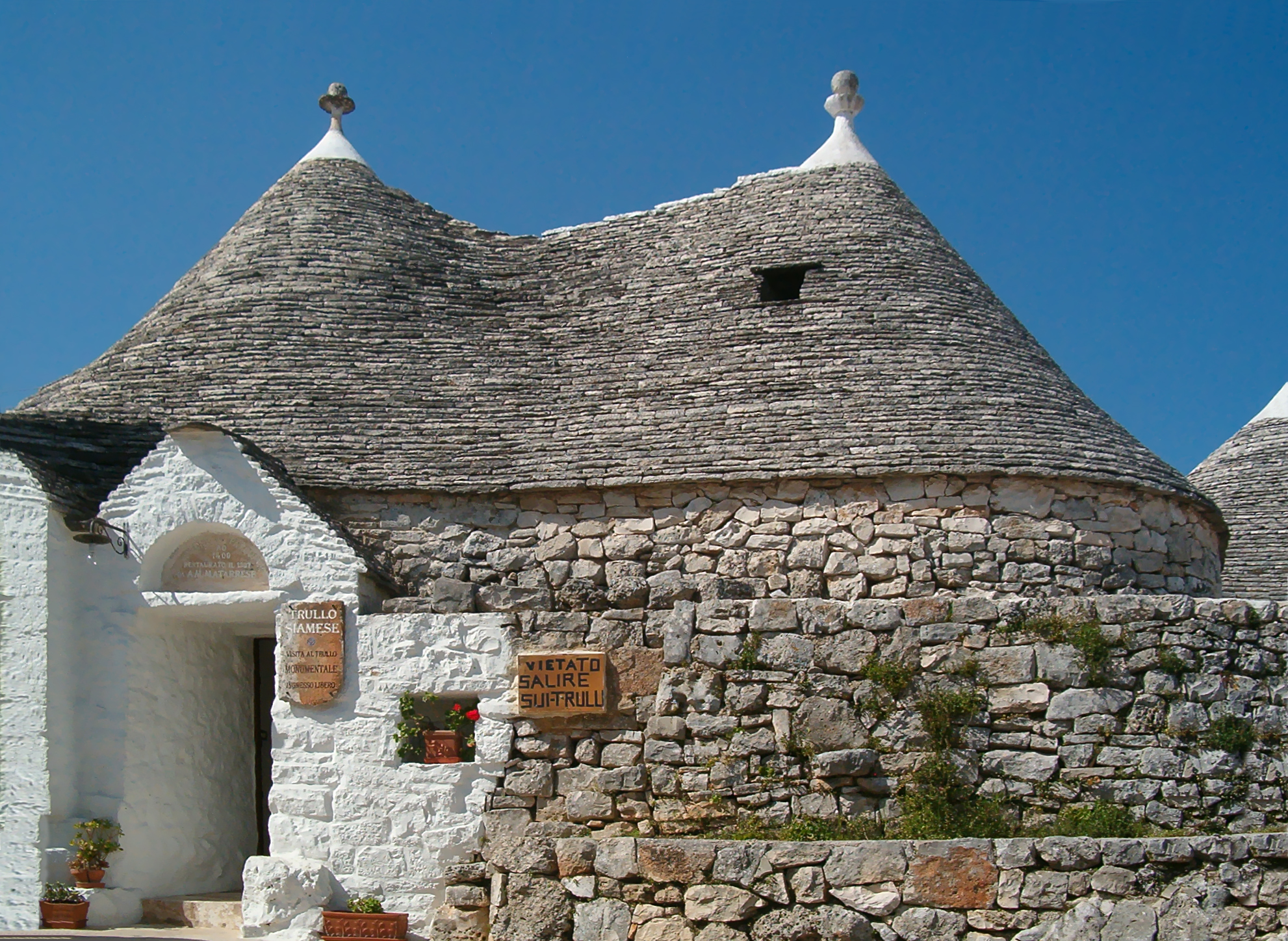
Les « trulli siamois », bâtiment double sous deux cônes reliés par un pont de lauzes.

Dans la Valle d'Itria, on trouve des trulli ou casedde dans les communes de Putignano, Alberobello, Castellana Grotte, Monopoli, Polignano a Mare, Locorotondo, Martina Franca, Ostuni, Fasano, Cisternino et Ceglie Messapica.

### Alberobello

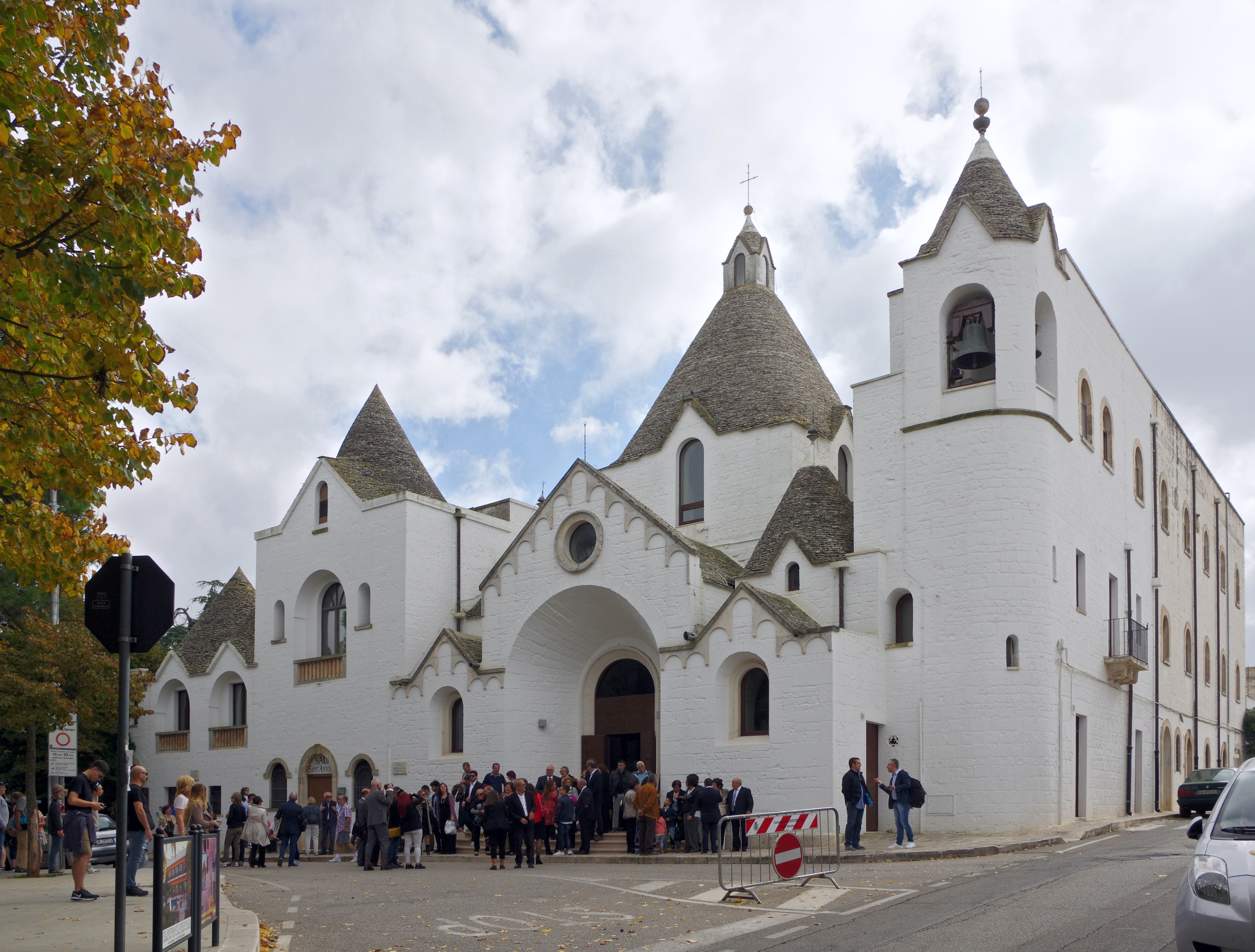
En haut du quartier Monti, l'église Saint Antoine avec ses toitures en forme de trulli

En raison de sa concentration de trulli, la plus forte de toutes les Pouilles, Alberobello est qualifiée par le tourisme de « capitale » de ce type d'habitation (Capitale dei Trulli). Deux de ses quartiers, le Rione Monti, qui compte 1 030 trulli sur 6 hectares, et le Rione Aia Piccola , qui comporte 590 trulli, ont été déclarés « Monument national » en 1930. La ville a été inscrite sur la liste du patrimoine mondial de l'UNESCO en 1996. Le Rione Monti est le plus ancien des deux quartiers à trulli.
Le plus grand complexe y est le Trullo Sovrano (« trullo suprême »), également dit Trullo Regio (« trullo royal »), appellations imputables à un érudit local, Giuseppe Notarnicola, et ayant supplanté le toponyme authentique de Corte Papa Cataldo. Le complexe ne comporte pas moins de douze cônes et possède deux niveaux reliés par un escalier (maçonné) encastré dans la muraille. Situé à l'arrière de l'église des saints médecins Côme et Damien, dans une zone de ruelles à trulli, il aurait été construit, selon Notarnicola, pour loger le prêtre Cataldo Perta (dont le nom apparaît dans un document notarié du 15 avril 1797) et accueillir, au début des années 1800, des reliques des deux saints. Le Trullo Sovrano est monument national depuis le 9 septembre 1923.
Les trulli siamese (les « trulli siamois »), ainsi nommés par le tourisme, se trouvent dans le Rione Monti. Il s'agit d'un bâtiment double dont les deux cônes sont reliés par un pont de lauzes et dont les pièces communiquent grâce à un arc de raccordement. Il possède deux entrées, l'une donnant sur la ruelle Monte Nero, l'autre sur la ruelle Monte Pasubio. Il a une cheminée mais n'a pas de fenêtre.
L'église saint-Antoine (chiesa di Sant'Antonio), aux toits construits en style trullo par un des derniers maîtres trullistes, date de 1926. Elle domine, au sud, la colline occupée par le Rione Monti.

### Locorotondo
Sur la pente du mamelon où s'élève Locorotondo, les trulli sont groupés en grand nombre et forment tout un faubourg.
C'est dans la région de Locorotondo que l'on trouve le plus grand nombre de trulli, éparpillés dans les contrade (agglomérations rurales à la périphérie des villes).

## Régions au sud des Pouilles
Des variantes des trulli existent au sud des Pouilles, dans la région de Salento, dans la province de Lecce : ils ont pour nom chipure (pluriel chipuri), terme dérivé d'un mot grec signifiant « gardien du champ ».

## Évolution récente
Ces dix dernières années ont vu de nombreuses fermes ou habitations à trulli des Pouilles être restaurées et converties en résidences secondaires ou en gîtes locatifs. Il y a dix ans, refaire le toit d'un trullo coûtait 3 millions de lires (environ 1 500 euros), en 2009 il en coûtait 15 000 euros.
À Alberobello, les autochtones qui habitent encore dans des trulli le font soit parce qu'ils sont trop pauvres pour envisager de déménager, soit parce qu'ils tiennent une tâble d'hôte et accueillent des touristes.
Le quartier des Monts était à l'abandon il y a une décennie quand un entrepreneur local, Guido Antionietta, eut l'idée d'acheter quelques douzaines de trulli, d'y installer le confort moderne et de louer le tout à un prix inférieur à celui d'une chambre d'hôtel en ville. Il en profita pour peindre des symboles portant bonheur sur les cônes.
Le site est désormais voué au Tourisme : nombre de trulli abritent des boutiques de souvenirs et de produits artisanaux (tissage, broderie, poterie, cuivre, etc.).

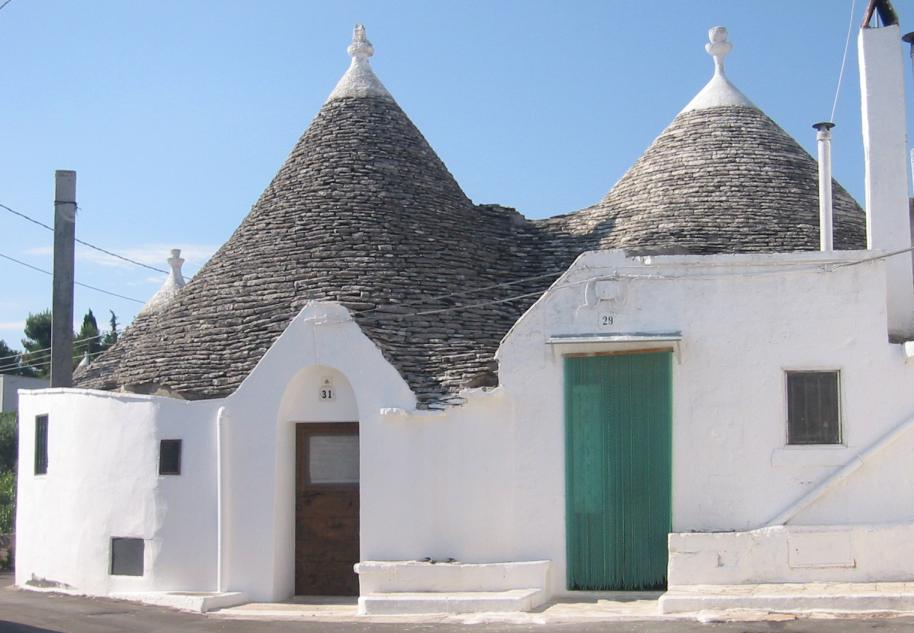
Deux trulli contigus (Alberobello)
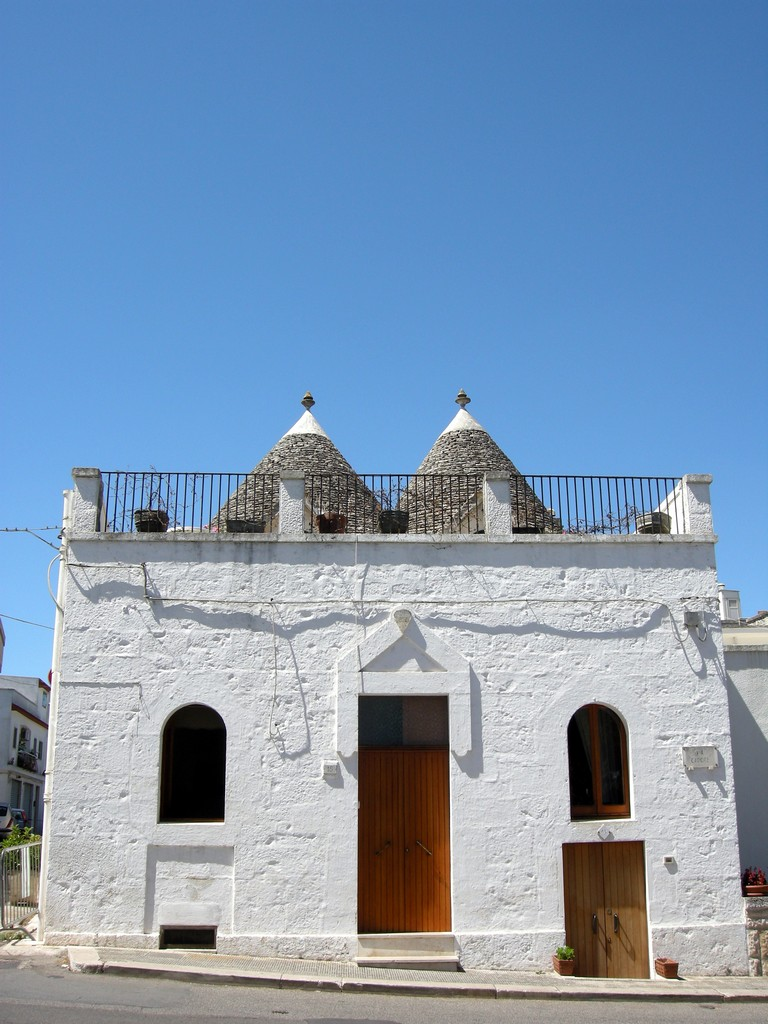
Trullo à la façade rehaussée cachant les deux cônes de toiture (Alberobello)
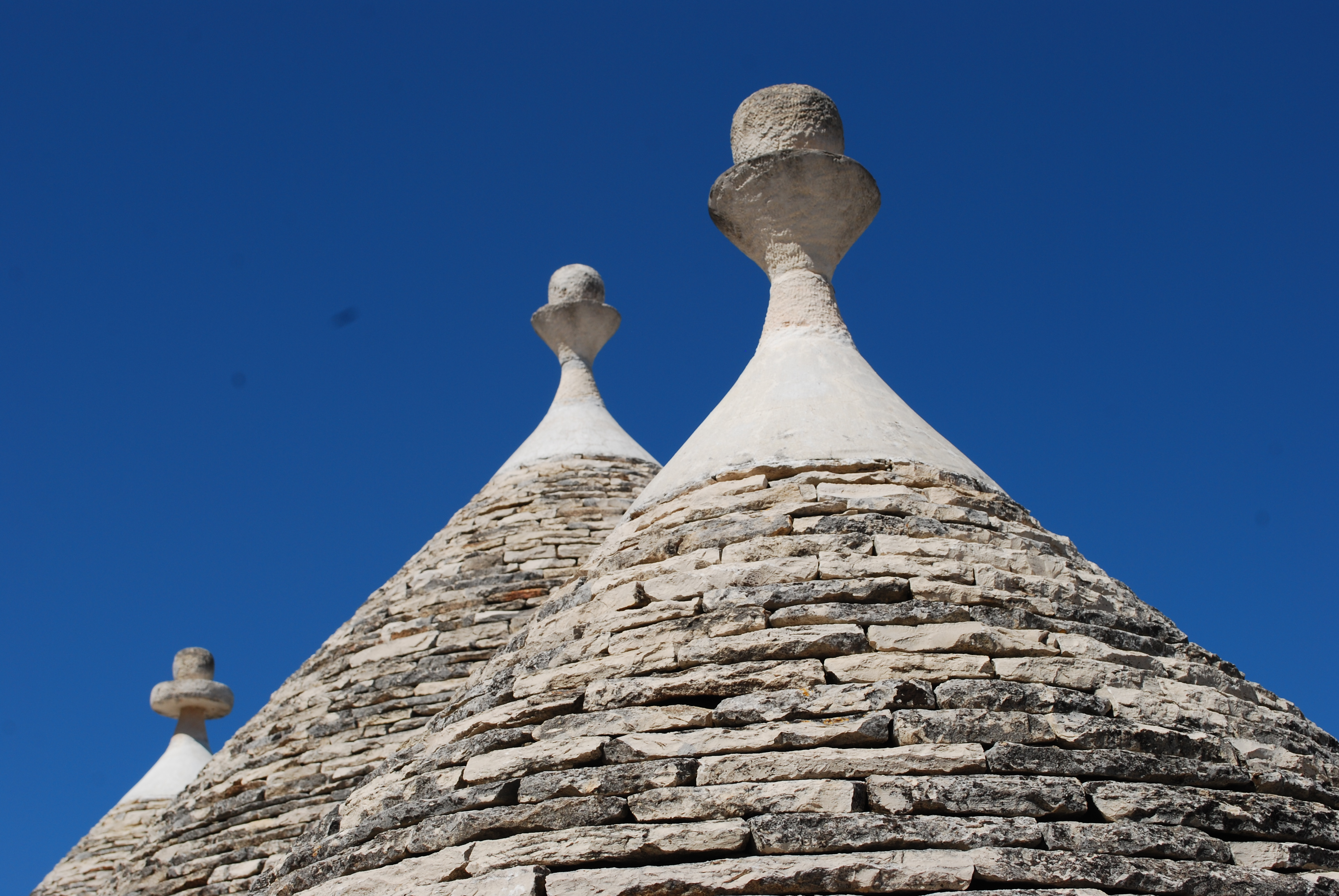
Pinacles sculptés au sommet de cônes de toiture (Alberobello)
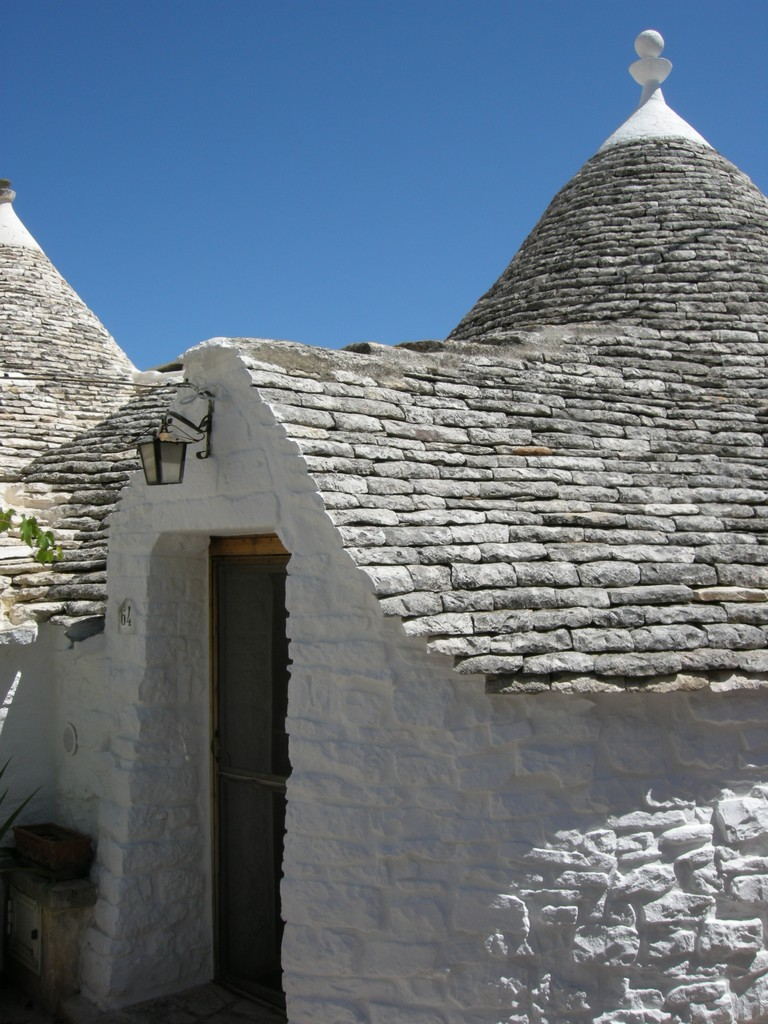
Entrée d'un trullo (Alberobello)